# Metal Heart (canción)
«Metal Heart» es una canción de la banda alemana de heavy metal Accept, incluida como pista uno del álbum de mismo nombre de 1985. Hasta ese entonces fue su único tema en ser publicado como sencillo promocional a través de Portrait Records y que solo se lanzó en los Estados Unidos y Japón.
Al igual que todas las canciones del disco, «Metal Heart» fue escrita por la banda en compañía de su mánager Gaby Hauke, aunque ella se acreditó bajo su seudónimo, Deaffy. Sin embargo, Wolf Hoffmann recuerda que Stefan Kaufmann y Jörg Fischer fueron los responsables de la idea de la canción.
«Metal Heart» es mayormente conocida por su introducción en guitarra eléctrica de la «Marcha Eslava» de Piotr Ilich Chaikovski y por su solo, que es una versión de «Para Elisa» de Ludwig van Beethoven. Ambas fueron agregadas por Hoffmann, después de haber ensayado con otras pistas de la música clásica y que él mismo afirma que no tenía idea de cuan popular se volvería la canción con el pasar de los años.

## Lista de canciones
Todas las canciones escritas por Accept y Deaffy.

| N.º | Título           | Duración |  |
| 1.  | «Metal Heart»    | 5:19     |  |
| 2.  | «Midnight Mover» | 3:05     |  |

## Músicos
- Udo Dirkschneider: voz
- Wolf Hoffmann: guitarra eléctrica, guitarra acústica, sitar y coros
- Jörg Fischer: guitarra eléctrica y coros
- Peter Baltes: bajo, moog Taurus y coros
- Stefan Kaufmann: batería, timbal de concierto, gong y coros